# Фургонщик
«Фургонщик» или «Погонщик фургона» (англ. Wagon Master) — вестерн режиссёра Джона Форда, вышедший на экраны в 1950 году.

## Сюжет
Торговцы лошадьми Трэвис и Сэнди волею случая берутся провести группу мормонов с жёнами и детьми, прокладывающих путь для своих единоверцев на запад — в долину реки Сан-Хуан, где плодородные земли и можно спокойно жить и трудиться.
Дорога предстоит нелёгкая, однако караван движется через малоосвоенные территории практически без оружия. Индейцы навахо, чьё племя встречается на пути, не воюют с мормонами, считая их братьями по духу. Зато настоящим испытанием для путешествующих становится появление преступной семейки Клеггов — «дяди» Шайло и четырёх его сыновей, убийц, за которыми охотится шериф с командой помощников. Чтобы ввести в заблуждение преследователей, Клегги присоединяются к мормонам — уж среди этих религиозных фанатиков шериф не будет искать беглецов.
Как бы там ни было, погонщики фургонов выполнят свою миссию. Через пустыню и горы пройдёт караван. И не остановят его ни индейцы, ни вооружённые бандиты, ни отсутствие воды, ни бездорожье.

## В ролях
- Бен Джонсон — Трэвис Блю
- Джоан Дрю — мисс Денвер
- Гарри Кэри, мл. — Сэнди Оуэнс
- Уорд Бонд — старейшина Виггз
- Чарльз Кемпер — дядя Шайло Клегг
- Алан Моубри — доктор Локсли Холл
- Джейн Дарвелл — сестра Ледьярд
- Рут Клиффорд — мисс Флоретти Файфф
- Расселл Симпсон — Адам Перкинс
- Кэтлин О'Мэлли — мисс Пруденс Перкинс
- Фрэнсис Форд — мистер Пичтри
- Хэнк Уорден — Люк Клегг